# Kabayan
Kabayan (Bayan ng Kabayan) är en kommun i Filippinerna. Kommunen ligger på ön Luzon, och tillhör provinsen Benguet. Folkmängden uppgår till 12 344 invånare.
Kabayan är indelat i 13 barangayer.